# Spalangia granata
Spalangia granata är en stekelart som beskrevs av Huang 1990. Spalangia granata ingår i släktet Spalangia och familjen puppglanssteklar. Inga underarter finns listade i Catalogue of Life.